# Eleutherodactylus amplinympha
Eleutherodactylus amplinympha är en groddjursart som beskrevs av Kaiser, Green och Schmid 1994. Eleutherodactylus amplinympha ingår i släktet Eleutherodactylus och familjen Eleutherodactylidae. IUCN kategoriserar arten globalt som starkt hotad. Inga underarter finns listade i Catalogue of Life.